# (74338) 1998 VK15
(74338) 1998 VK15 – planetoida z pasa głównego asteroid okrążająca Słońce w ciągu 5,43 lat w średniej odległości 3,09 j.a. Odkryta 10 listopada 1998 roku.